# BiodivERsA
BiodivERsA est le réseau européen des financeurs nationaux de la recherche sur la biodiversité, les services écosystémiques et les solutions fondées sur la Nature, soutenu par la Commission européenne. Le projet a démarré en mai 2005.
La coordination et le secrétariat du programme sont assurés par la Fondation pour la recherche sur la biodiversité (FRB). Le projet est financé depuis 2015 par le FP8 (Horizon 2020) de l'espace européen de la recherche.

## Objectif
BiodivERsA met en réseau les principaux ministères et agences de financement pour la recherche sur la biodiversité. Il vise à coordonner les programmes de recherche sur la biodiversité et la mise en commun d’information et d’expertise en matière de gestion d’appels à projets, en vue du lancement d’appels coordonnés et du développement d'autres activités conjointes.
Ce réseau rend possible, à l’échelle européenne, l’émergence d’une stratégie cohérente de pilotage de la recherche, venant à l’appui des politiques de protection et de gestion et utilisation durables de la biodiversité.

## Actions
Parmi les principaux résultats du projet, on peut citer :
- la production d'une stratégie commune pour promouvoir et soutenir la recherche sur la biodiversité en Europe[2];
- la création d'une base de données des programmes et projets de recherche en biodiversité en Europe (>11 500 projets référencés)[3];
- des activités de prospectives, par exemple pour mieux définir le concept de Solutions fondées sur la Nature[4];
- des guides de bonnes pratiques et boites à outils pour aider les scientifiques à mieux impliquer les acteurs non académiques dans leurs projets de recherche[5], à mieux expliciter la pertinence de leurs propositions de recherche vis-à-vis des décideurs politiques[6], ainsi qu'à mieux produire des plans de gestion de leurs données[7];
- un programme d’échanges de personnel, sur des thèmes précis : processus d’évaluation, systèmes électroniques de gestion d’appel à projets, base de données nationales, etc. ;
- le lancement d’appels à projets de recherche transnationaux quasiment chaque année[8]; par exemple, en 2015[9], avec l'aide de la Commission européenne, l’ERA-Net BiodivERsA a soutenu la recherche avec un appel à projets de 34 millions d’euros;
- la production de brèves destinées aux décideurs politiques basées sur les connaissances nouvelles produites par les projets financés par BiodivERsA, assorties de recommandations pour les politiques à l'échelle nationale et européenne[10].

## Direction
Ce Partenariat européen est coordonné (depuis 2008) par Xavier Le Roux qui en est le Président au titre de la Fondation française pour la Recherche sur la Biodiversité, FRB. Hilde Eggermont (BelSPO, Belgique) et Henrik Lange (SEPA, Suède) en sont les Vice Présidents. Claire Blery en est la directrice exécutive, et Frédéric Lemaitre en est le responsable des activités liées à l'interfaçage science-société/politique.

## Partenaires du projet
En juin 2019, le projet BiodivERsA impliquait 40 ministères, agences et fondations appartenant à 25 pays.
| Nom                                                                                               | Pays        |
| ------------------------------------------------------------------------------------------------- | ----------- |
| Fondation pour la recherche sur la biodiversité                                                   | France      |
| Fonds autrichien pour la science                                                                  | Autriche    |
| Bureau de la politique scientifique belge                                                         | Belgique    |
| Fonds national scientifique de Bulgarie                                                           | Bulgarie    |
| Conseil de la recherche estonien                                                                  | Estonie     |
| Agence nationale de la recherche                                                                  | France      |
| Ministère de l'Écologie, du Développement durable et de l'Énergie                                 | France      |
| Comité directeur du Centre allemand pour l'aéronautique et l'aérospatiale                         | Allemagne   |
| Deutsche Forschungsgemeinschaft                                                                   | Allemagne   |
| Ministère du développement rural                                                                  | Hongrie     |
| Conseil de recherche Lituanien                                                                    | Lituanie    |
| Organisation Néerlandaise pour la recherche scientifique                                          | Pays-Bas    |
| Conseil de recherche norvégien                                                                    | Norvège     |
| Fondation pour la science et la technologie                                                       | Portugal    |
| Ministère de l'Économie et de la Compétitivité                                                    | Espagne     |
| Conseil de recherche de l'environnement, des sciences agricoles et de l'aménagement du territoire | Suède       |
| Agence de protection de l'environnement                                                           | Suède       |
| Ministère de l'Alimentation, de l'Agriculture et de l'Élevage                                     | Turquie     |
| Département de l'Environnement, de l'Alimentation et des Affaires rurales                         | Royaume-Uni |
| Joint Nature Conservation Committee                                                               | Royaume-Uni |
| Natural Environment Research Council                                                              | Royaume-Uni |